# دراسات أولية في الكيمياء
هو عبارة عن كتاب تمت كتابته من قبل العالم الفرنسي أنطوان لافوازييه (1743-1794)، تم ترجمته من الفرنسية إلى الإنجليزية عام 1789 عن طريق روبرت كير.
ويحتوى على قائمة بالعناصر، أو المواد التي لم يمكن تفصيلها لمواد أصغر في وقتها، وتحتوى على الأكسجين والنيتروجين والهيدروجين والفوسفور والزنك والزئبق والكبريت. كما أنه قد كون التصور الأول لقائمة العناصر، كما أن كتابه يحتوى أيضا على الضوء والذي يعتير كمادة منفصلة للدراسة فيما بعد. وبينما رفض معظم الكيميائيون المعاصرين للعالم لافوازييه فكرة كتابه, إلا أنه كان يحتوى على معلومات علمية صحيحة بالكيفية التي جعلت الأجيال اللاحقة تستعين به.
وهذا التصور قسم العناصر إلى فلزات ولا فلزات ولهذا لم يتم قبوله.
المرجع:أنطون لافوازييه